# دهستان سرفیروزآباد
دهستان سرفیروزآباد نام دهستانی در بخش فیروزآباد شهرستان کرمانشاه، استان کرمانشاه در ایران است. بر اساس سرشماری مرکز آمار ایران در سال ۱۳۸۵، جمعیت آن ۱۳۲۹۰ نفر (۲۷۷۴ خانوار) بوده است.

## جغرافیا
دهستان سر فیروز آباد در دشت ماهیدشت واقع شده است.